# یواس‌اس مه
یواس‌اس مه ممکن است به یکی از موارد زیر اشاره داشته باشد:
- یواس‌اس مه (اس‌پی-۱۶۴)
- یواس‌اس مه (۱۸۶۴)